# Opel Mokka

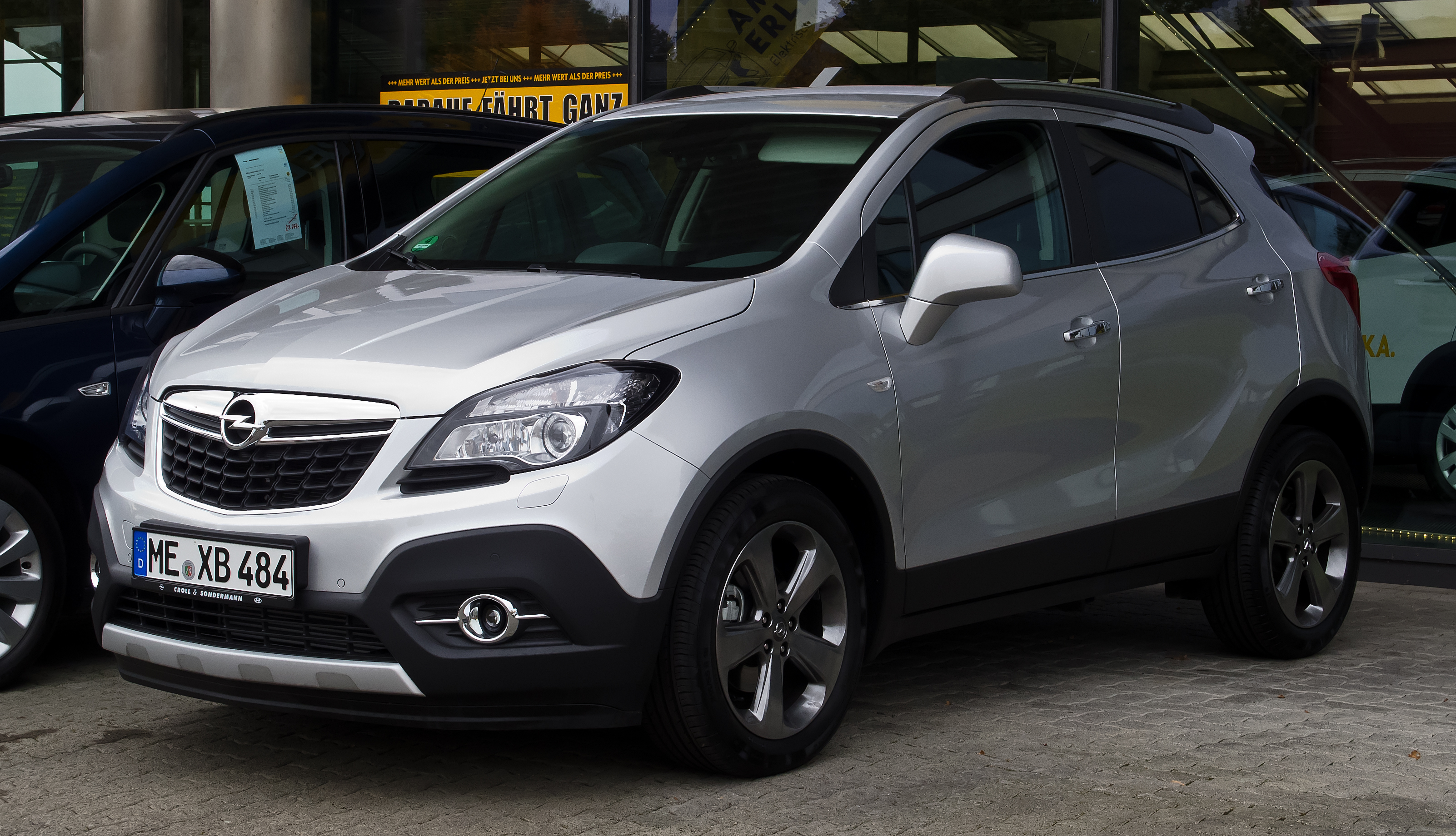
Opel Mokka 1.4L Turbo ecoFLEX Innovation

L’Opel Mokka est un crossover urbain du constructeur automobile allemand Opel produit en deux générations depuis 2013.